# Glossoloma baguense
Glossoloma baguense är en tvåhjärtbladig växtart som först beskrevs av L.E. Skog, och fick sitt nu gällande namn av J.L. Clark. Glossoloma baguense ingår i släktet Glossoloma och familjen Gesneriaceae. Inga underarter finns listade i Catalogue of Life.